# Prix Antony-Valabrègue
Pour les articles homonymes, voir Valabrègue.
Le prix Antony-Valabrègue est un prix littéraire français, créé en 1924, décerné tous les deux ans par l'Académie française, récompensant un jeune poète à encourager. Ce prix n'est désormais plus attribué.

## Liste des lauréats

### Années 1920
- 1926 : Pierre-Maurice Boyé, pour Poème d’Île de France
- 1928 : Camille Fabry, pour Neige et soleil

### Années 1930
- 1930 : Lise Lamarre, pour Les Chants de la Solitaire
- 1932 : Louis Hennevé, pour Soupirs et demi-soupirs
- 1934 : Jean Labbé, pour Béarn et dédicace
- 1936 : Gilbert Getten, pour La Lyre ardente
- 1938 : Georges Michau, pour Les Mille Vers

### Années 1940
- 1942 : Marthe Ranson-Nepveu, pour Loin des sentiers battus
- 1944 : J.-P. Burin, pour Visages de Stalag
- 1948 : André Lo Celso, pour Éclaircies

### Années 1950
- 1950 : Edmond Moreau, pour Émaux et bérils

### Années 1960
- 1960 : Mélik Roubon, pour Le Chant rimé
- 1962 : Nicole Virot, pour Poésie I
- 1964 : François Vaucienne, pour Un rêve du jeune Jean Racine
- 1965 : Jeanne Cartault d’Olive, pour Le Cheval d’Eleusis
- 1966 : Charles Taulègne, pour Tu réclamais le soir
- 1968 : André Rémy-Neris, pour Averses

### Années 1970
- 1970 : 
  - Rose-Mikaëla Favre, pour Mes Refuges
  - Albert Flory, pour Éléments d’une poétique
  - Vital Heurtebize, pour Évangile selon ton âme
- 1972 : Claire Florentin, pour L’amour n’existe pas
- 1974 : Daniel Delort, pour L’Alphabet muet du doute
- 1976 : 
  - Jacques Colas, pour La Geste de Touky
  - Jacquette Reboul, pour La nuit scintille

### Années 1980
- 1980 : Aimé Bonnefin, pour Sonnets d’un autre temps
- 1983 : 
  - Irène Colomb-Jacob, pour Point d’orgue sur la neige
  - Jean-Claude Martin, pour Pavane pour Bénédicte